# Felix Maria Davídek
Félix María Davidek (21 de gener de 1921 - 18 d'agost de 1988) va ser un bisbe de l'Església Catòlica Romana. Va néixer a Chrlice en el que avui és la República Txeca. Va ser ordenat sacerdot el 29 de juny de 1945 a la diòcesi de Brno i fou arrestat per la policia secreta txeca i fet pres des de 1950 fins a 1964. Va ser ordenat bisbe en secret pel seu homònim Jan Blaha, va recórrer als privilegis pontificis concedits als bisbes en els països comunistes, el 29 d'octubre de 1967, va rebre la missió de pastor de l'Església clandestina a la Txecoslovàquia comunista. Va morir de complicacions per causa d'un accident en què es va cremar la pell.

La vida i obra de Davidek es va donar a conèixer després de la seva mort, pel treball de Ludmila Javorová i altres, que havien rebut el sagrament sacerdotal de les seves mans com potser també altres dones. El bisbe Blaha va declarar cap de les ordenacions haurien estat vàlides. El Papa Joan Pau II, en la seva Carta Apostòlica de 1994, Ordinatio Sacerdotalis, va escriure: 
| « | "Per tal que tot dubte pugui ser eliminat amb respecte a un assumpte de tanta importància ... Jo declaro que l'Església no té cap autoritat per conferir l'ordenació sacerdotal a les dones, aquest dictamen ha de ser considerat com a definitiu per tots els fidels de l'Església. " | » |

Altres ordenacions del període de persecució estan invalidades, són considerats il·legals o irregulars, segons l'Església. El 2000, la Congregació de la doctrina de la Fe va emetre una declaració sobre "Alguns dels bisbes i els sacerdots ordenats en secret que no haurien acceptat les normes específiques aprovades pel Sant Pare" i relaten: 
| « | "En realitat, basant-nos en investigacions portades a terme en cada cas, l'ordenació sacerdotal no va ser conferida d'una manera vàlida, potser en alguns casos pot haver estat correcta, però es mantenen seriosos dubtes sobre això, especialment en el cas de les ordenacions realitzades pel bisbe Félix María Davidek ". | » |

Es va informar el 1991 que el 1978 el "Vaticà va ordenar al pare Davidek que deixés de realitzar els deures propis d'un bisbe."